# جزيرة الفقاعي
قرية جزيرة الفقاعى هي إحدى القرى التابعة لمركز ببا في محافظة بني سويف في جمهورية مصر العربية. حسب إحصاءات سنة 2006، بلغ إجمالي السكان في جزيرة الفقاعى 2410 نسمة، منهم 1218 رجل و1192 امرأة.